# Urceola lakhimpurensis
Urceola lakhimpurensis là một loài thực vật có hoa trong họ La bố ma. Loài này được (S.K.Srivast. & Mehrotra) ined. miêu tả khoa học đầu tiên.